# Пилоротовые
Пилоротовые, или  пилосошниковые угри (лат. Serrivomeridae), — семейство лучепёрых рыб из отряда угреобразных. Морские пелагические рыбы. Распространены от тропических до умеренных областей всех океанов. Максимальная длина тела представителей разных видов варьирует от 38 до 78 см.

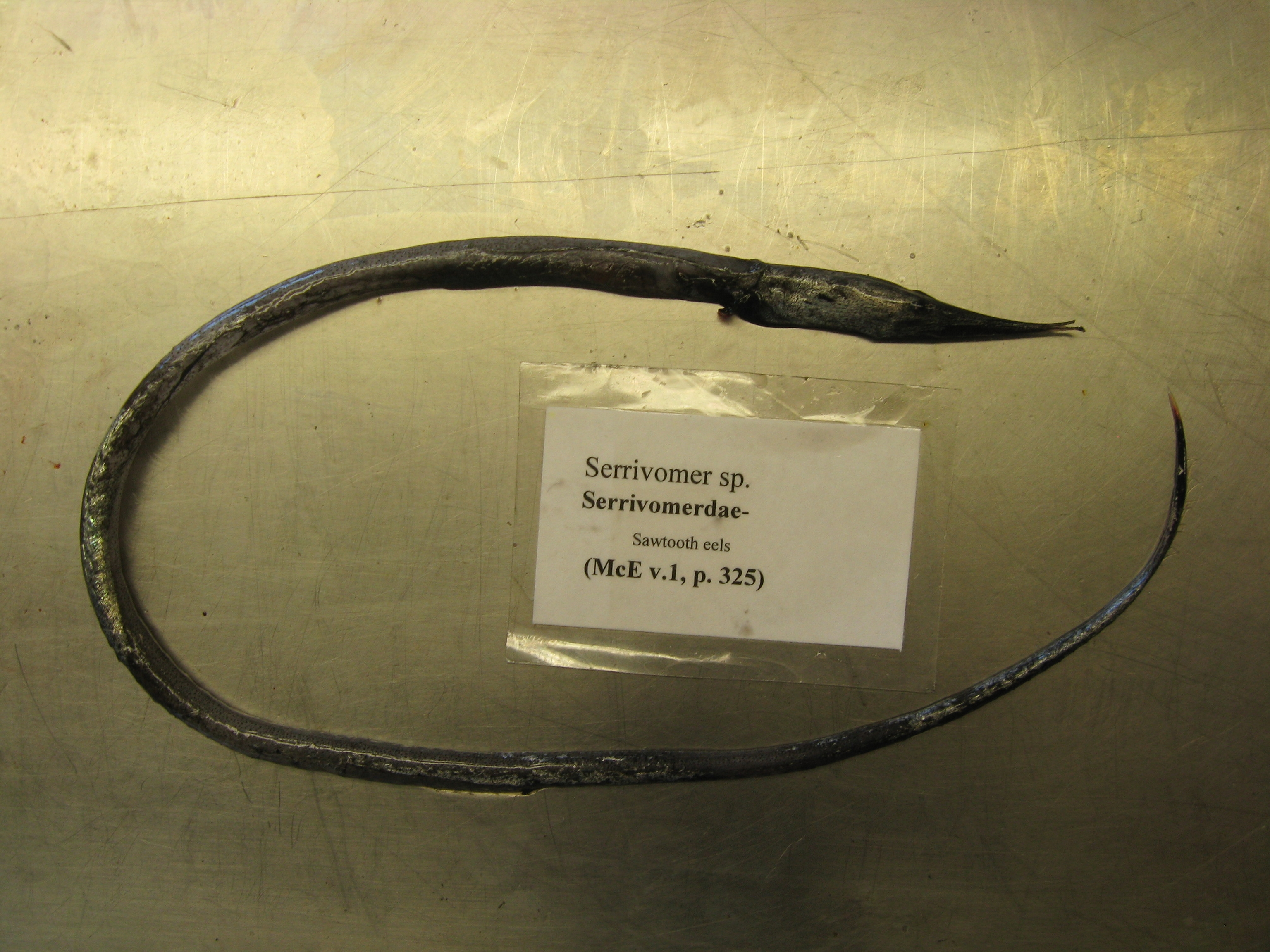

## Описание
Тело от умеренно- до сильно удлиненного, без чешуи. Анальное отверстие расположено ближе к голове, примерно на уровне ⅓—¼ общей длины. Хвостовая часть тела тонкая, но не ослабленная. Глаза хорошо развиты. Рыло удлинённое; челюсти удлинённые, тонкие и заострённые. Верхняя и нижняя челюсти примерно одинаковой длины или нижняя немного длиннее. Передняя и задняя ноздри расположены близко друг к другу, непосредственно перед глазом. Рот большой, зияющий, заканчивающийся примерно под задним краем глаза. Нет мясистого выступа на верхней или нижней губе. Зубы на обеих челюстях относительно небольшие, конические, расположены в два или нескольких рядов. Зубы на сошнике ланцетовидные, расположены в два или более пилообразных рядов. Жаберные отверстия соединены друг с другом с брюшной стороны. Лучей жаберной перепонки 6 или 7. Длинные спинной и анальный плавники сливаются с хвостовым плавником. Анальный плавник несколько выше спинного. Спинной плавник начинается перед анальным отверстием или немного позади него. Грудные плавники небольшие. Боковая линия редуцирована, поры на теле отсутствуют, а на голове ограничены тремя маленькими порами между передней и задней ноздрями. Позвонков 137—170. Окраска тела коричневая или чёрная с переливающимся серебристым или бронзовым оттенком, без каких-либо отметок.

## Биология
Морские пелагические рыбы. Обитают в средних слоях воды на глубине от 500 до 1000 м. При созревании проявляется половой диморфизм. У самцов укорачивается верхняя челюсть, зубы модифицируются или редуцируются, передняя ноздря становится трубкообразной.

## Классификация
В составе семейства всего два рода с 9 видами:
- Serrivomer Gill & Ryder, 1883 — Пилороты, или серривомеры[2]
- Stemonidium Gilbert, 1905 —  Стемонидиумы[2]